# 联丰水库
联丰水库是中国黑龙江省绥化市海伦市境内的一座水库，位于通肯河支流海伦河上，建于1965年。水库正常库容为1300万立方米，集雨面积为989平方千米，海拔为169.4米。